# Enrique Suárez de Mendoza y Figueroa
Enrique Suárez de Mendoza y Figueroa fue un escritor español del siglo XVII.

## Biografía
Nada se conoce de su vida más allá de su autoría de una novela bizantina en trece libros, Eustorgio y Clorilene: historia moscovica (Madrid: Juan González, 1629) que tuvo algún éxito al ser reimpresa por segunda vez en Zaragoza por Juan de Ybar en 1665. Pedro Calderón de la Barca la leyó e influyó algo en el primer acto de su drama La vida es sueño, como percibió el hispanista holandés Jonas Andries van Praag. Está dedicada a Gómez Suárez de Figueroa, duque de Feria, que protegió y fue mecenas del autor. Lleva un prólogo del agustino fray Enrique de Mendoza (autor de El privado cristiano, 1626), que algún autor piensa que pudiera tratarse del mismo autor de la novela. Van Praag la valora así:
Es un libro de construcción arquitectural, en que no falta la menor piedra. La enrevesada madeja de aventuras gradualmente va desenredándose. Ningún detalle, ni el más mínimo, resulta superfluo. Cada suceso, cada dicho tiene su justificación. Además es obra variada. Novela bizantina (abenteuerliche Liebesmär, diría Pfandl) en primera instancia, en no menor grado es manual de príncipes y doctrinal de privados. Contiene una cautivadora novela policiaca, historias de magia, apólogos y cuentos picarescos. El estilo es noble y a veces majestuoso, la lengua pura y bien cuidada. Hay páginas dignas de figurar en antologías de la prosa de la edad de oro
Sin duda su modelo es el Miguel de Cervantes del Persiles, pero no es una mala imitación, como afirma Ticknor, sino una obra consistente y entre los mejores exponentes de su género. Narra las aventuras de dos amantes separados que al fin logran unirse felizmente en matrimonio. La protagonista se disfraza de hombre y despierta antinaturalmente pasiones entre otras mujeres; este juego con la homosexualidad es bastante común en la obra. El argumento respeta rigurosamente la verosimilitud y utiliza hábilmente la intriga como si fuese una prematura novela policiaca. Gran parte de él proviene en realidad de la historia de Boris Godunov, que el autor conocía a través de la Historia pontifical de Luis de Bavia. Casi todas las ideas políticas y morales sin embargo provienen del famoso escritor del siglo XVI fray Antonio de Guevara.